# Margriet (verzetsblad, Elburg)
Margriet was een verzetsblad uit de Tweede Wereldoorlog, dat vanaf eind 1943 in Elburg werd uitgegeven. Het blad verscheen onregelmatig in een oplage tussen de 12 en 30 exemplaren. Het werd met de hand geschreven, later getypt en de inhoud bestond voornamelijk uit nieuwsberichten.
Door twee jongens van ongeveer 16 jaar, Wim de Gunst en Freek Broekhuizen, werden de radioberichten, wanneer er belangrijk nieuws was, hier en daar aangeplakt onder de titel Margriet. Door het publiek werden ze De Rode Pimpernel genoemd, naar de ondertekening en waarschijnlijk ook wegens de rode inkt waarmee de bladen werden geschreven en de rode margriet die in de kop getekend was. Verder bevatten ze opwekkingen tot verzet.
Later typte Piet Vercouteren, de distributieleider van de LO, de bulletins.
Ten slotte werd de uitgave door het verspreiden van Strijdend Nederland overbodig.

## Gerelateerde kranten
- Strijdend Nederland[1]